# NGC 1492
NGC 1492 est une galaxie spirale située dans la constellation de l'Éridan. NGC 1492 a été découverte par l'astronome britannique John Herschel en 1837.

## Caractéristiques
Sa vitesse par rapport au fond diffus cosmologique est de 4 448 ± 11 km/s, ce qui correspond à une distance de Hubble de 65,6 ± 4,6 Mpc (∼214 millions d'al).
À ce jour, trois mesures non basées sur le décalage vers le rouge (redshift) donnent une distance de 93,267 ± 9,119 Mpc (∼304 millions d'al), ce qui est nettement à l'extérieur des valeurs de la distance de Hubble. Notons que c'est avec la valeur moyenne des mesures indépendantes, lorsqu'elles existent, que la base de données NASA/IPAC calcule le diamètre d'une galaxie et qu'en conséquence le diamètre de NGC 1492 pourrait être d'environ 18,3 kpc (∼59 700 al) si on utilisait la distance de Hubble pour le calculer.
La classe de luminosité de NGC 1492 est I et elle présente une large raie HI.